# بن استاین
بن استاین (انگلیسی: Ben Stein؛ زادهٔ ۲۵ نوامبر ۱۹۴۴) هنرپیشه، مجری و وکیل اهل ایالات متحده آمریکا است. وی از سال ۱۹۷۰ میلادی تاکنون مشغول فعالیت بوده‌است. اولین موفقیت او در نوشتن سخنرانی‌های ریچارد نیکسون و جرالد فورد بود. او فرزند هربرت استاین، رئیس شورای مشاوران اقتصادی در زمان ریاست‌جمهوری نیکسون، است.